# Gardavu!
Gardavu! is het vierde stripverhaal uit de reeks van De Kronieken van Amoras, een spin-off van Amoras en de Suske en Wiske-reeks. Het album is uitgegeven in mei 2019.

## Verhaal
Theofiel Boemerang is aanwezig bij de première van een goochelshow, maar deze valt tegen. Op de weg naar huis ziet hij een kapotte robot op straat liggen en neemt haar mee. Hij voelt zich eenzaam sinds Celestien er vandoor is met haar yogatrainer en besluit de robot te repareren. Ze vertelt dat ze Diez heet en ontsnapt met zijn auto. Dokter Azmeh treurt om het verlies van zijn grootste financier. Als de track and trace van de androïde weer aan gaat, stuurt hij een team op haar af. Tante Sidonia, Suske en Wiske zijn samen met Lambik, Jerom en professor Barabas naar een Chinees restaurant geweest en vinden een reclamefolder van de goochelshow. Ze willen hier naar toe. Lambik ziet op het nieuw dat Allonso Trocé is vermoord, een vrouw die in zijn auto zat overleefde de aanslag. De Zwarte Madam overlegde met haar personeel hoe ze de goochelshow kunnen verbeteren. Ze willen een mafkees inhuren om wat humor toe te voegen. Lambik is vermomd als straatmuzikant en Jerom heeft zich als gorilla vermomd, ze proberen zo geld te verdienen. Als hij hoort dat hij geld kan verdienen door mee te spelen in het theater vertelt hij dat hij wel mee wil doen. Tante Sidonia is er getuige van dat Diez uit een warenhuis wordt ontvoerd. Als ze wil helpen, denkt het personeel dat ze er met de kleding die ze wilde passen vandoor gaat. Ze wordt opgepakt door de politie. Jerom houdt de auto tegen en Diez ontsnapt. Suske en Wiske zijn getuige van een tweede poging om Diez mee te nemen. Suske gooit water over de man en dan blijkt dit een robot te zijn. 
Op het politiebureau ziet tante Sidonia dat Theofiel wordt binnen gebracht. Hij vertelt dat een androïde zijn auto gestolen heeft, maar de politie geloofd dit niet en ze laten hem opnemen in een gesticht. Buiten ziet Theofiel toevallig Diez en vertelt dat zij de androïde is. Suske en Wiske begrijpen er niks van en Diez gaat er vandoor, terwijl Theofiel in een ambulance wordt meegenomen. Dan ziet Wiske de Zwarte Madam het theater binnen gaan. Zij herkent Lambik en Jerom, want ze zijn nu niet verkleed, en laat zich niet zien. Ze vindt het prachtig dat ze door het toeval bij haar show zijn beland en ze bedenkt een plan om hen te doden. Diez heeft zich in de kelder van het theater verstopt en slaat een handlanger van de Zwarte Madam neer als ze denkt dat hij haar wil pakken. Tante Sidonia doet inmiddels alsof ze een zenuwtoeval heeft en wordt vanuit het politiebureau naar het ziekenhuis gebracht. Dokter Azmeh heeft een ontmoeting met een lid van de Academie en komt erachter dat ze niet geïnteresseerd zijn in androïden. Ze willen klonen. Suske en Wiske gaan naar de goochelshow. Wiske wordt boos als ze Jerom en Lambik ziet, ze hebben hen niet meegevraagd. Als de show begint, worden niet Lambik en Jerom maar Suske en Wiske op het podium gevraagd. Lambik wil het geld wat hem is beloofd en gaat toch het podium op.
Jerom vindt de hoofdpersoon van de goochelshow erg op de Zwarte Madam lijken. Dan komt dokter Azmeh de zaal in. Met een app op zijn telefoon probeert hij Diez te localiseren. Jerom ergert zich eraan dat de man een telefoon gebruikt en laat dit merken. De goochelshow van de Zwarte Madam mislukt en het publiek loopt woedend weg. Dokter Azmeh vertelt dat Diez een androïde is en ze gaat met hem mee. De handlangers van de Zwarte Madam vragen zich af waar zij is en de vrienden gaan naar huis. Tante Sidonia is uit het ziekenhuis ontsnapt en heeft een prijs uit de loterij gewonnen. Ze heeft kaartjes voor de goochelshow gekocht, maar hoort dan dat de show is afgelast. Dokter Azmeh vertelt Diez dat hij bijna de macht in handen heeft in plaats van de Academie. Hij heeft Diez bijna op de plek die hij zou willen. Dan vraagt Diez aan dokter Azmeh of het klopt dat haar zelfvernietigingsmechanisme ervoor zorgt dat gevaar uitgeschakeld wordt. Dokter Azmeh zegt dat dit klopt, waarna Diez zichzelf in de auto opblaast.

## Achtergronden bij het verhaal
"Gardavu!" is een uitroep van de Zwarte Madam. Ze gebruikte de uitroep al tijdens haar eerste voorkomen in de stripreeks van Suske en Wiske.